# 1970 en sport
Cette page présente les faits marquants de l'année 1970 en sport.

## Athlétisme
- Le 8 novembre à Changsha Ni Chih-Chin bat le record du monde du saut en hauteur avec 2,29 m mais cet exploit n'a jamais été ratifié car la Chine ne faisait pas partie de l'IAAF à l'époque.

## Automobile
- Bien que mort lors d'essais à Monza, début septembre, Jochen Rindt remporte fin octobre le Championnat du monde de Formule 1 au volant d'une Lotus-Ford. Il est l'unique coureur de F1 récompensé à titre posthume.
- Hannu Mikkola et Gunnar Palm remportent le rallye Londres-Mexico (près de 26 000 km) à bord de la Ford Escort Mk1 FEV 1H.

## Baseball
- Les Baltimore Orioles remportent les World Series face aux Cincinnati Reds.
- Finale du championnat de France : Paris UC bat Nice UC.

## Basket-ball
- NBA : les New York Knicks sont champions NBA en battant en finales les Los Angeles Lakers 4 manches à 3.
- Antibes est champion de France.
- L'équipe des Los Angeles Clippers est créée.

## Boxe
- 16 février : à New York, le champion du monde des poids lourds Joe Frazier (États-Unis) conserve son titre en battant Jimmy Ellis (États-Unis) par Knockout au 5e round.
- 18 novembre : Joe Frazier (États-Unis) conserve son titre de champion du monde des poids lourds en battant à Détroit Bob Foster (États-Unis) par Knockout au 2e round.

## Cyclisme
- 16 août : sous un vent violent, sur le circuit vallonné de 15,108 km à parcourir 18 fois (soit 271,96 km) de Leicester (Grande-Bretagne), le Belge Jean-Pierre Monseré remporte le championnat du monde sur route en battant le Danois Leif Mortensen (2e) à 2 secondes et l'Italien Felice Gimondi (3e).
- 27 septembre : l'Allemand Jürgen Tschan remporte le 64e Paris-Tours devant le Néerlandais René Pijnen (2e) à 56 s et le Belge Guido Reybrouck (3e) à 3 min 21.

## Football
- 8 avril : 1re sélection de Jean-Noël Huck joueur du Racing Club de Strasbourg contre la Bulgarie (1-1).
- 10 juin : naissance du Paris Saint-Germain Football Club.
- 16 juin : l'OGC Nice est champion de France de division 2 devant l'AS Nancy-Lorraine et l'Olympique Avignon.
- 17 juin : demi-finale d'anthologie en Coupe du monde de football au Mexique entre l'Allemagne et l'Italie. Menés 1 but à 0 jusqu’à la dernière minute, les Allemands parviennent à égaliser grâce à un but du défenseur du Milan AC Karl-Heinz Schnellinger pendant les arrêts de jeu. Cinq buts seront inscrits au cours des deux mi-temps d'une prolongation exceptionnelle, au terme de laquelle les Italiens finissent par s'imposer 4 buts à 3, après plusieurs renversements de situation. Un joueur s'est particulièrement mis en évidence, le capitaine allemand Franz Beckenbauer, resté sur le terrain avec le bras en écharpe, après s'être déboîté l’épaule à la 67e minute !

- Le Brésil remporte la Coupe du monde de football.

## Football américain
- 4 janvier :
  - Minnesota Vikings champion de la NFL. Article détaillé : Saison 1969 de la NFL.
  - Kansas City Chiefs champion de l'AFL. Article détaillé : Saison AFL 1969.
- 11 janvier : Super Bowl IV : Kansas City Chiefs 23, Minnesota Vikings 7.

## Hockey sur glace
- Les Bruins de Boston remportent la Coupe Stanley.
- Coupe Magnus : Chamonix champion de France.
- La Chaux-de-Fonds champion de Suisse.
- L’Union soviétique remporte le championnat du monde.

## Rugby à XIII
- 3 mai : à Perpignan, Lézignan remporte la Coupe de France face à Villeneuve-sur-Lot 14-8.
- 10 mai : à Toulouse, Saint-Gaudens remporte le Championnat de France face au XIII Catalan 32-10.
- 8 novembre : l'Australie remporte la Coupe du monde de rugby à XIII.
  - Article de fond : Coupe du monde de rugby à XIII 1970
- 11 novembre : À Perpignan, l'Australie bat la France 7-4.

## Rugby à XV
- La France et le Pays de Galles remportent le Tournoi des Cinq Nations.
- 17 mai : La Voulte est champion de France en si'imposant en finale face à l'AS Montferrand, 3-0.

## Ski alpin
- Championnats du monde à Val Gardena (Italie) : la France remporte 10 médailles, dont 3 d'or.
- Coupe du monde :
  - L'Autrichien Karl Schranz remporte le classement général de la Coupe du monde.
  - La Française Michèle Jacot remporte le classement général de la Coupe du monde féminine.

## Voile
- Joan de Kat remporte la première édition de la Course de l'Aurore

## Naissances
- 5 janvier : Ylva Nowén, skieuse alpine suédoise.
- 17 janvier : Jeremy Roenick, joueur américain de hockey sur glace évoluant dans la Ligue nationale de hockey.
- 21 janvier : Alen Bokšić, footballeur croate.
- 9 février : Glenn McGrath, joueur de cricket australien.
- 15 février : Mark Warnecke, nageur allemand, spécialiste de la brasse.
- 17 février : Philippe Bernat-Salles, joueur de rugby à XV français.
- 28 février : Noureddine Morceli, athlète algérien.
- 4 avril : Mark Kirchner, biathlète allemand.
- 13 avril : Szilveszter Csollány, gymnaste artistique hongrois, mort le 24 janvier 2002.
- 19 avril : Kelly Holmes, athlète britannique.
- 29 avril : Andre Agassi, joueur de tennis américain.
- 9 mai : Daniela Silivas, gymnaste roumaine, 5 fois championne d'Europe, 6 fois championne du monde et 3 fois championne olympique. Elle a plus tard avoué être née en 1972, et non en 1970.
- 11 mai : Mario Reiter, skieur alpin autrichien.
- 16 mai : Gabriela Sabatini, joueuse de tennis argentine.
- 17 mai : Renzo Furlan, joueur italien de tennis.
- 21 mai : Astrid Kumbernuss, athlète allemande.
- 22 mai : Guillaume Warmuz, footballeur français.
- 4 juin : Deborah Compagnoni, skieuse alpine italienne.
- 15 juin : Žan Tabak, joueur croate de basket-ball.
- 27 juin : Régine Cavagnoud, skieuse alpine française († 31 octobre 2001).
- 13 juillet : 
  - Roman Dostál, biathlète tchèque, champion du monde en individuel en 2005.
  - Anne Brunell, nageuse handisport australienne, triple championne paralympique de natation.
- 13 août : Alan Shearer, footballeur anglais.
- 16 août : Fabio Casartelli, coureur cycliste italien, champion olympique sur route aux jeux de Barcelone en 1992. († 18 juillet 1995).
- 25 août :
  - José Luis Martinez, athlète espagnol. († 29 janvier 2005).
  - Robert Horry, joueur de basket-ball américain évoluant en NBA.
- 3 septembre : Franck Chambily, judoka français.
- 19 septembre : Sonny Anderson, footballeur brésilien.
- 22 septembre : Emmanuel Petit, footballeur français, champion du monde en 1998.
- 28 septembre: Kimiko Date, joueuse de tennis japonaise.
- 30 septembre : Eric Piatkowski, basketteur américain.
- 1er octobre : Moses Kiptanui, athlète kényan.
- 9 octobre :
  - Kenny Anderson, joueur de basket-ball américain.
  - Annika Sörenstam, golfeuse suédoise.
- 15 octobre : Pernilla Wiberg, skieuse alpine suédoise.
- 23 octobre : Stéphane Nomis, judoka français.
- 25 octobre : Peter Aerts, kickboxeur néerlandais.
- 26 octobre : Takanobu Okabe, sauteur à ski japonais, champion du monde sur petit tremplin à Thunder Bay (Canada) en 1995.
- 27 octobre : Alain Boghossian, footballeur français, champion du monde en 1998 et champion d'Europe en 2000.
- 7 novembre : Marc Rosset, joueur de tennis suisse.
- 15 novembre :
  - Uschi Disl, biathlète allemande.
  - Patrick Mboma, footballeur camerounais.
- 20 novembre : Stéphane Houdet, joueur français de tennis en fauteuil roulant. Champion paralympique en 2008 et 2016.
- 21 novembre : Justin Langer, joueur de cricket australien.
- 3 décembre : Christian Karembeu, footballeur français.
- 12 décembre : Wilson Kipketer, athlète kényan puis danois.

## Décès
- 1er février : Eugène Christophe, 85 ans, coureur cycliste français. (° 22 janvier 1885).
- 2 juin : Bruce McLaren, 32 ans, pilote automobile néo-zélandais qui disputa 98 Grands Prix de Formule 1 de  1958 à 1970. (° 30 août 1937).
- 29 janvier : Muhammad Tahir Pacha, homme politique égyptien, membre du Comité international olympique et fondateur des Jeux méditerranéens.
- 27 juin : Daniel Kinsey, 68 ans, athlète américain, champion olympique du 110 m haies aux Jeux de Paris en 1924. (° 22 janvier 1902).
- 3 septembre : Vince Lombardi, 57 ans, l'un des meilleurs entraîneurs de l'histoire du football américain et l'un des plus titrés. (° 11 juin 1913).
- 5 septembre : Jochen Rindt, 28 ans, pilote autrichien de Formule 1, champion du monde à titre posthume en 1970. (° 18 avril 1942).